# Ácido glicólico
El ácido glicólico o ácido hidroxiacético es el hidróxido de cadena molecular más pequeña, lo que le permite penetrar la piel más rápidamente a estratos más profundos.

## Usos
Es muy utilizado por dermatólogos, cirujanos plásticos y cosmetólogos como alternativa a la cirugía, para desvanecer arrugas, estrías, cicatrices y disminuir el acné, principalmente.
Debido a su naturaleza ácida es un irritante, por eso no se usa para aliviar irritaciones. Es un excelente exfoliador que ayuda a prevenir y a combatir el acné de forma significativa en cualquier parte del cuerpo.
Pertenece al grupo de los Hidroxiácidos o AHAs, es usado como exfoliante o peeling químico en concentraciones desde el 10% hasta el 40% por profesionales de la estética y salud, así como en formulaciones de forma conjunta con otros ácidos.

## Precauciones
El ácido glicólico necesita ser aplicado con cautela, debido a que se pueden generar imperfecciones en la piel, sin embargo en la mayoría de los casos estos son reversibles. Si se aplica en casa, no olvide utilizar neutralizadores para evitar efectos indeseables, también es necesario utilizar durante el tratamiento algún filtro solar mínimo FPS 15 para evitar daños a la piel renovada e hiperpigmentación (manchas o paño). La recomendación es buscar ácido glicólico gradual, debido a que incluye dosis tolerables desde el inicio del tratamiento, de tal forma que la piel se va habituando a mayores concentraciones cada vez, prefiera las formulaciones con neutralizador.
- Datos: Q409373
- Multimedia: Glycolic acid / Q409373

1. ↑  Número CAS